# Tetraleurodes dorsirugosa
Tetraleurodes dorsirugosa là một loài côn trùng cánh nửa trong họ Aleyrodidae, phân họ Aleyrodinae.
Tetraleurodes dorsirugosa được Nakahara miêu tả khoa học đầu tiên năm 1995.